# Botucatu
Botucatu es un municipio brasileño en el interior del estado de São Paulo. Se localiza a 22°53′9″ de latitud sur, 48º26'42" de longitud oeste, a 920 metros de altitud. Distancia 235 km de la capital São Paulo. La población estimada en 2018 fue de 144.820 habitantes. El nombre del municipio proviene de Ybytu katu, que en tupí significa "buenos aires".'
En 2021, durante la pandemia de COVID-19, Botucatu fue elegida para un estudio de eficacia de la vacuna Oxford-Astrazeneca, distribuida en Brasil por la Fundación Oswaldo Cruz (Fiocruz). El objetivo fue aplicar la vacuna a toda la población adulta de la ciudad, entre 18 y 60 años, probar sus efectos cuando se aplica de forma masiva, observar el impacto de la vacunación en la reducción de casos de COVID-19 y su efectividad frente a las diferentes variantes del virus, realizando la secuenciación genética de todos los casos positivos de la enfermedad en la ciudad durante los 8 meses que duró el estudio.

## Política
- Prefecto: Mário Pardini (2017/2020)

## Geografía

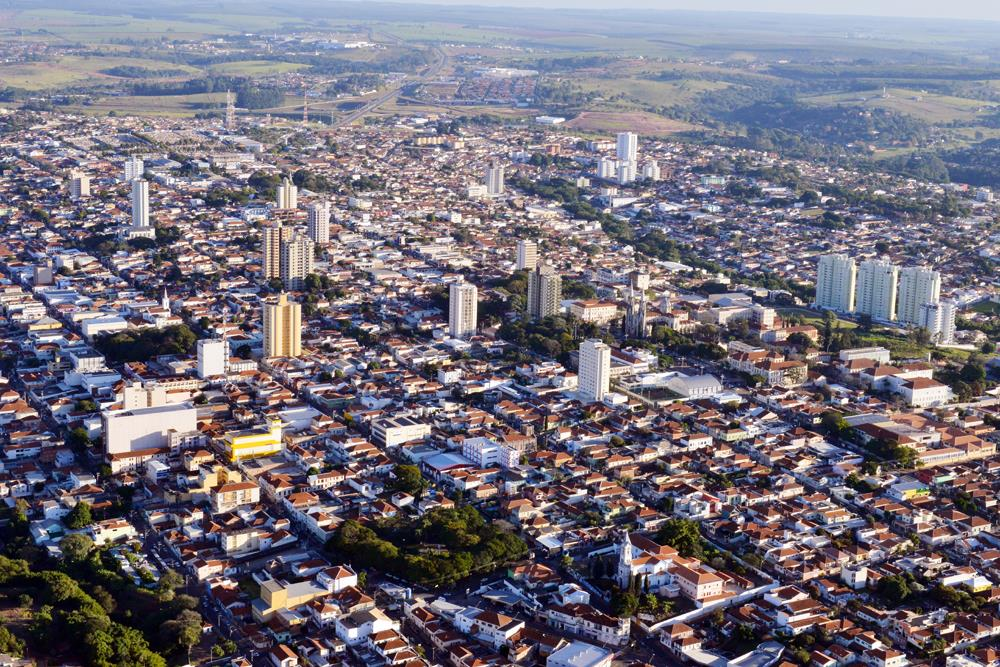

Botucatu, que en el pasado llegó a representar 1/4 extensión territorial del estado de São Paulo, está localizada en la región centro sur del Estado, ocupando hoy un área de 1.482,87 km². 
El clima del municipio es subtropical húmedo, con inviernos amenos y veranos calientes. En el invierno, la temperatura llega a estar abajo de 0 °C.
El municipio es drenado por dos cuencas hidrográficas: del río Tietê, al norte y del río Pardo, al sur.
La cuenca hidrográfica del río Tietê, ocupa un área de aproximadamente 77.300 ha del municipio.
Los afluentes del río Tietê en el municipio son: río Alambari y río Capivara.
El río Alambari, en el límite del municipio de Anhembi posee como principales afluentes los ríos Nueva América, del Rodrigues, Petiço, Oiti y Siete Guarantãs.
El río Capivara posee como principales afluentes los arroyos y ríos Araquá y Capivara.
La vera del río Piracicaba, uno de los principales afluentes del río Tietê, se encuentra también en el municipio de Botucatu.
La cuenca hidrográfica del río Pardo ocupa un área de aproximadamente 72.100 ha de las tierras de Botucatu, siendo el río Pardo un afluente del río Paranapanema. El recorre una extensión de 67 km en el municipio de Botucatu.

## Demografía
Crecimiento Poblacional:
- 2009 130.348 habitantes (IBGE Estimativa 2009[6])
- 2008 128.397 habitantes (IBGE Estimativa 2008[8])
- 2007 120.800 habitantes (IBGE Conteo 2007[9])
- 2006 121.258 habitantes (IBGE Estimativa 2006[10])
- 2005 119 298 habitantes (Estimativa de julio de 2005[11])
- 2004 117.308 habitantes (Estimativa julio de 2004[11])
- 2003 113.711 habitantes (Estimativa julio de 2003[11])
- 2002 111.998 habitantes (Estimativa julio de 2002[11])
- 2000 108.306 habitantes (Censo 2000)
- 1991 90.620 habitantes
- 1980 64.545 habitantes
- 1950 41.868 habitantes
- 1920 33.405 habitantes
- 1900 26.047 habitantes
- 1890 20.128 habitantes
- 1872 16.979 habitantes

Datos del censo - 2000
Población Total: 108.306
- Urbana: 103 993
- Rural: 4313
- Hombres: 52 876
- Mujeres: 55 430

Densidad demográfica (hab./km²): 72,40
Mortalidad infantil hasta 1 año (por mil):
Expectativa de vida (años): 71 años
Tasa de fertilidad (hijos por mujer):
Tasa de Alfabetización: 94&nbspc;%
Índice de Desarrollo Humano (IDH-M): 0,822 (56.º en el Estado y 201.º en el País)
- IDH-M Salario: 0,783
- IDH-M Longevidad: 0,909
- IDH-M Educación: 0,774
- (Fuente: IPEA y Ciudades.gov.br)

## Urbanización
Transporte
- Aeropuerto de Botucatu (asfaltado)

Carreteras
- SP-209 - Carretera Profesor Juan Hipólito Martins
- SP-300 - Carretera Marechal Rondon

## Cultura

### Religión

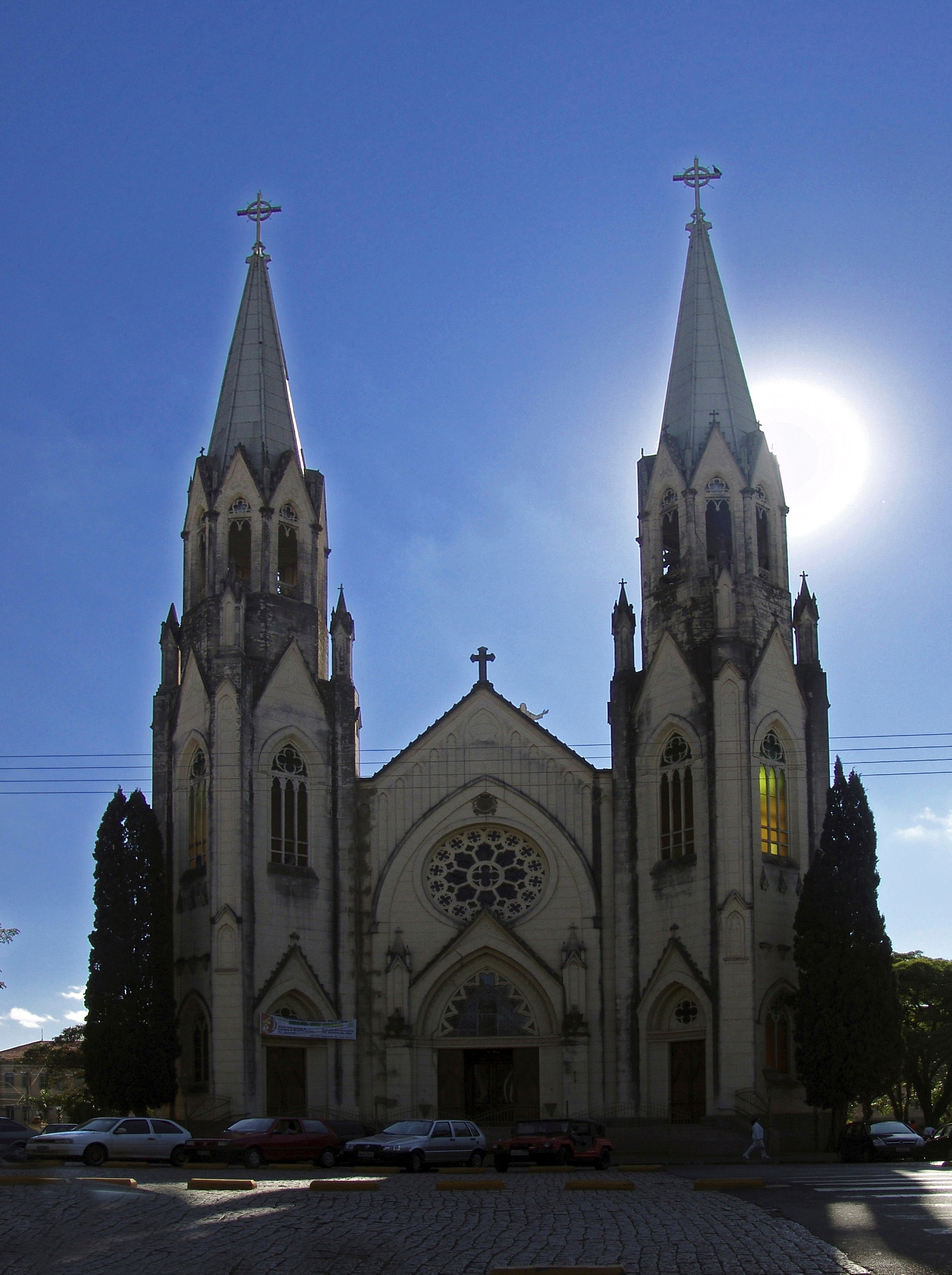
Catedral Santana.

- El municipio pertenece a la arquidiócesis de Botucatu